# 佩爾紹波克羅夫卡

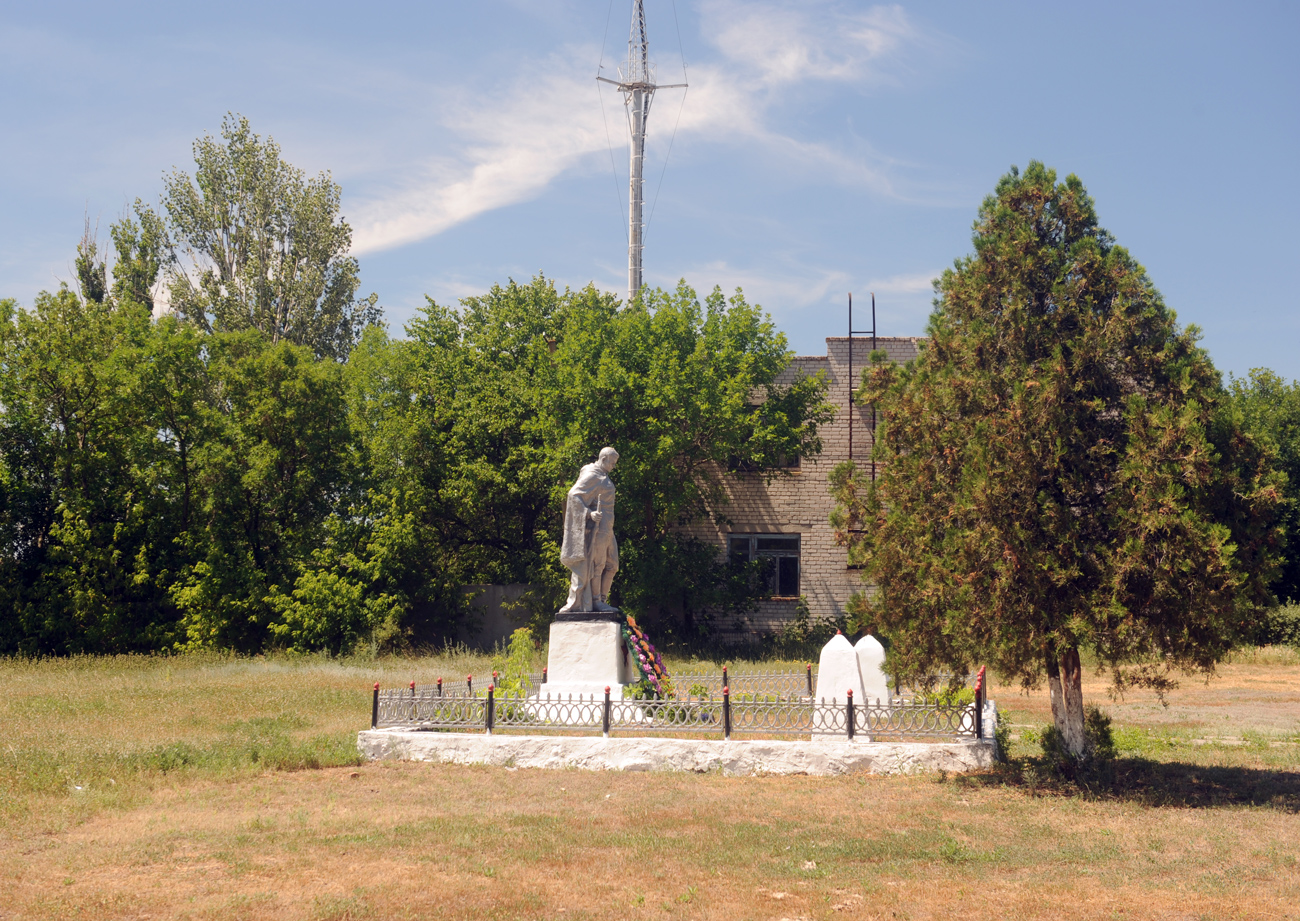

47°0′43″N 34°29′9″E / 47.01194°N 34.48583°E
佩爾紹波克羅夫卡（烏克蘭語：Першопокровка），是位於烏克蘭南部的村莊，由赫爾松州海尼切斯克區的下錫羅霍濟市鎮負責管轄。該村始建於1861年，面積74.25平方公里，海拔高度65米，2001年人口1,107。